# 1220년

## 연호
- 남송(南宋) 가정(嘉定) 13년
- 금(金) 흥정(興定) 4년
- 일본(日本) 조큐(承久) 2년
- 서하(西夏) 광정(光定) 10년
- 리 왕조(李朝) 끼엔자(建嘉) 10년

## 기년
- 남송(南宋) 영종(寧宗) 26년
- 금(金) 선종(宣宗) 8년
- 고려(高麗) 고종(高宗) 7년
- 몽골 칭기즈 칸 15년
- 서하(西夏) 신종(神宗) 10년
- 리 왕조(李朝) 혜종(惠宗) 10년

## 사건
- 8월 8일 - 스웨덴, 리훌라 전투에서 에스토니아에 패전.